# Glossocratus montanus
Glossocratus montanus är en insektsart som beskrevs av Rauno E. Linnavuori 1975. Glossocratus montanus ingår i släktet Glossocratus och familjen dvärgstritar. Inga underarter finns listade i Catalogue of Life.